# Крыжевский, Ян Юлианович
Ян Юлианович Крыже́вский (8 апреля 1948, Уфа — 26 марта 2024, Уфа) — советский живописец.

## Биография
Родился 8 апреля 1948 года в Уфе. С 1965 по 1969 обучался в Уфимском училище искусств. В Уфе прожил до 1977 года. Потом учился в Латвийской академии художеств в Риге (1970—1972).
Творческую деятельность начал с 1973 года. За произведение «Новый день», демострировавшееся в 1976 году в Москве в Центральном выставочном зале, получил первую премию Всероссийской выставки молодых художников и первую премию Всесоюзной выставки молодых художников.
С 1975 года — член СХ СССР. С 1977 по 1988 год трудился в Вологде.
В 1978—1981 годах — председатель молодёжной секции Вологодского отделения Союза художников РСФСР и инициатор открытия в Вологде клуба молодых художников России. Инициировал выставки произведений молодых художников в Петрозаводске (1978), Архангельске (1980), а также ленинградских, уфимских и эстонских художников в Вологде (1979—1980).
В 1976—1987 годах участвовал в областных, региональных, всесоюзных и зарубежных выставках. Его работы экспонировались в Болгарии, Венгрии, Финляндии, Румынии, Германии, Монголии, Франции, Италии.
В 1977 году работал в молодёжной группе на творческой даче «Сенеж» (Подмосковье), где впервые представил посредством своих работ творческую концепцию трансреализма. В 1987 году переехал из Вологды в Ярославль, а затем в Ленинград, где стал одним из организаторов объединения художников — «Чёрный ящик». С 1988 года участвовал в выставках ленинградских художников-авангардистов, как в России, так и за рубежом: 1989 — выставка в Доме Дружбы народов (Санкт-Петербург), 1991 — выставка «Художники Петербурга и перестройка». Салон Дрюо. Париж, выставка «Петербургские художники в Хельсинки» (Финляндия), персональная выставка в салоне «Найб». Нью-Йорк.
С 1991 года жил и работал в Нью-Йорке, в Бруклине. В 1992 году его работы демонстрировались на крупнейшей выставке Нью-Йорка в конференц-центре имени Джейкоба Джейвитса. Картины выставлялись на всемирно известных аукционах «Кристис» (1990) и «Сотбис» (1992).
В декабре 2014 года при прямой помощи «Первого канала» и передачи «Мужское и женское» вернулся в Россию.
Произведения Крыжевского находятся в собрании Третьяковской галереи, в фондах Башкирского ГХМ имени М. В. Нестерова, Вологодской областной картинной галереи («Счастливое лето» и «Новый день»), а также в Петрозаводске, Ярославле, Новосибирске. Работы художника хранятся в частных собраниях России и за её пределами (Австрия, Бельгия, США,Франция, Швеция, Финляндия).

## Творчество
- «Белые ночи Вологды». 1980—1981. Холст, масло. 81×96. Вологодская областная картинная галерея. Инв. № 914-Ж В0КГ.
- «Край нефти», х. м., 1974.
- «Свежее утро», х. м., 1974.
- «На буровой», х. м., 1974.
- «Сырое поле», х. м., 1974.
- «Ноябрьский тающий снег», х. м., 1974.
- «Уральские горизонты» («Уфимские горизонты (Конец Архирейки)»), х. м., 1975.
- «Новый день» («Бело-голубой день»), х. м., 1976.

## Награды и премии
- Премия Ленинского комсомола (1976) — за картины «Уфимские горизонты», «Бело-голубой день» («Новый день»)

## Выставки
- Республиканские, Уфа, с 1970—1976 гг.
- Зональная выставка «Урал социалистический», Уфа, 1974.
- Всероссийская художественная выставка, Москва, 1975.
- Всероссийская художественная выставка «Молодость России», Москва, 1976.
- Всесоюзная художественная выставка «Молодость страны», Москва, 1976.
- Всесоюзная художественная выставка «По Ленинскому пути», посвященная 60-летию Великого Октября, Москва, 1977.
- Выставка произведений молодых художников от Академии художеств СССР, ГДР, г. Берлин, 1976.
- Ретроспективная выставка «USA-UFA» в Уфе, в Музее Нестерова, 2015.